# New Radicals
New Radicals foi uma banda de rock alternativo americana centrada em seu frontman e único membro fixo, Gregg Alexander. Lançaram apenas um álbum, o CD de 1998 Maybe You've Been Brainwashed Too, álbum de rock alternativo com grandes influências do soul e do rock dos anos 1970, tendo—além de radiofônicos modern rocks e canções de amor—diversas críticas ao mundo corporativo norte-americano.
A banda é muito conhecida pelo seu primeiro single, You Get What You Give, que alcançou o quinto lugar no Reino Unido.
Cansado da turnê e das entrevistas promocionais, Alexander abandonou o grupo em 1999, após o lançamento de seu segundo single, Someday We'll Know, para se focar na composição e produção de músicas de outros grupos.
Em função disso, Someday We'll Know não fez tanto sucesso e a banda ficou conhecida como uma one-hit wonder.
You Get What You Give, fez grande sucesso ao redor do mundo, sendo incluída em algumas trilhas sonoras. Uma foi logo em seu lançamento ainda em 1999, quando esteve presente trilha sonora da novela brasileira "Suave Veneno", de Agnaldo Silva, exibida pela TV Globo. Outras inclusões foram nas trilhas sonoras de vários filmes como Surf's Up e Scooby-Doo 2: Monstros à Solta.

## Membros
New Radicals não tinha componentes fixos além de Alexander, que produzia, escrevia, e tocava vários instrumentos. A única outra pessoa considerada importante para a banda, foi a atriz Danielle Brisebois. Ela fazia backing vocals e tocava percussão. Brisebois também ajudou a escrever Someday We'll Know junto a Alexander e Debra Holland. Brisebois trabalhara com Alexander em 1992 (no CD solo de Alexander, Intoxifornication) e em 1994 (em seu próprio CD solo, Arrive All Over You).
A maior parte dos músicos que trabalharam em Maybe You've Been Brainwashed Too, eram músicos de estúdio.
Após sair da banda, Gregg produziu a música "Game of Love", de Michelle Branch e Carlos Santana.

## História
O New Radicals se formou em 1997, em Los Angeles, Estados Unidos por Gregg Alexander, o qual já havia lançado, sem sucesso comercial, dois álbuns: Michigan Rain, em 1989 e, em 1992, Intoxifornication.
Michael Rosenblatt, vice-presidente sênior da MCA Records, assinou com a banda em 1998 e Alexander recebeu US$600.000,00 pelo primeiro (e único) álbum, Maybe You've Been Brainwashed Too. O álbum foi lançado em 20 de outubro de 1998, o qual foi bem recebido pela crítica, que elogiou a vasta gama de influências incomuns para um álbum de pop-rock.
Alguns críticos, entretanto, não gostaram dos temas do álbum - excessivas críticas à sociedade, referências a drogas - classificando-os como "vazios de opiniões" e "declarações sem profundidade". Também muito popular com o público, o álbum atingiu a décima posição no UK Albums Chart e a 41ª na Billboard 200, dos Estados Unidos, onde alcançou o disco de platina (1.000.000 de cópias vendidas). Ganhou disco de ouro no Reino Unido (100.000 cópias) e no Canadá (50.000).
Para promover o álbum, a banda saiu em turnê pelos Estados Unidos em fins de 1998. Fora os shows e os festivais, a turnê incluiu algumas performances ao vivo em rádios e participações em vários programas televisivos de sucesso.
Dando prosseguimento à divulgação do álbum, foi lançado o single "You Get What You Give" (co-autoria de Rick Nowels), o qual alcançou o 36º lugar na Billboard Hot 100 e o 5º na UK Singles Charts e teve massiva execução em rádios e na MTV. Parte do sucesso pode ser ser creditado à crítica de algumas celebridades da época no trecho "Fashion shoots with Beck and Hanson/ Courtney Love and Marilyn Manson/ You're all fakes run to your mansions/ Come around we'll kick your ass in" ("A moda fecha com Beck e Hanson/ Courtney Love e Marilyn Manson/ Vocês todos são falsos, corram para suas mansões/ Passem por aqui e chutaremos seus traseiros").

## Discografia
Álbum
- Maybe You've Been Brainwashed Too (1998) 41º EUA, 10º Reino Unido

Singles
- "You Get What You Give" (1998) 36º EUA, 5º Reino Unido
- "Someday We'll Know" (1999) 48º Reino Unido
- "Mother We Just Can't Get Enough" (1999)

1. ↑  Xavier, Nilson. «Suave Veneno». Teledramaturgia. Consultado em 29 de outubro de 2022